# Мохаммед Фарук
Міан Фарук Шах (3 червня 1907, Афганістан) - афганський хокеїст, що представляв Афганістан на літніх Олімпійських іграх 1936.
Нападник. Брав участь у змаганнях з хокею на траві.